# Leucocroton
Leucocroton es un género con 30 especies de plantas perteneciente a la familia Euphorbiaceae, dentro de la subfamilia Acalyphoideae. Es originario de Cuba.

## Taxonomía
El género fue descrito por Attila L. Borhidi y publicado en Acta Botanica Hungarica 36(1–4): 20. 1990-1991[1991].

## Especies
| - Leucocroton angustifolius - Leucocroton anomalus - Leucocroton bracteosus - Leucocroton brittonii - Leucocroton comosus - Leucocroton cordifolius - Leucocroton dictyophyllus - Leucocroton discolor - Leucocroton ekmanii - Leucocroton flavescens - Leucocroton flavicans - Leucocroton havanensis - Leucocroton incrustatus - Leucocroton leprosus - Leucocroton linearifolius | - Leucocroton longibracteatus - Leucocroton microphyllus - Leucocroton moaensis - Leucocroton moncadae - Leucocroton obovatus - Leucocroton pachyphylloides - Leucocroton pachyphyllus - Leucocroton pallidus - Leucocroton revolutus - Leucocroton sameki - Leucocroton saxicola - Leucocroton stenophyllus - Leucocroton subpeltatus - Leucocroton virens - Leucocroton wrightii |